# Parathymie
Bei der Parathymie (affektive Inadäquatheit) handelt es sich um eine Störung bei der Äußerung von Gemütserregungen (Affekten). Sie äußert sich durch ein Missverhältnis zwischen dem gegenwärtigen inneren Erleben und dem äußeren Gefühlsausdruck bzw. der äußeren Situation (z. B. Lachen und Heiterkeit auf einer Beerdigung). Diese Störung des Gefühls- und Gemütslebens gehört nach Eugen Bleuler zu den fünf grundsätzlichen Symptomen der Schizophrenie.
Die Parathymie wird laut AMDP-System standardisiert bei der Erhebung des psychopathologischen Befundes erfasst. Sie tritt besonders bei der hebephrenen Schizophrenie auf, genau wie die Paramimie. Dabei handelt es sich um ein Nicht-Zusammenpassen zwischen erlebtem Gefühl und mimischem Ausdruck (Affekt-Inkongruenz). Im Gegensatz dazu bezeichnen die Begriffe Synthymie und Holothymie ein der Stimmung entsprechendes (affekt-kongruentes) Verhalten.

## Einordnung
Laut Stark falle unter den Oberbegriff Dysthymie (Gefühlskrankheit)
- die Hyperthymie
- die Hypothymie
- und die Parathymie